# Egyenlőtermék-görbe

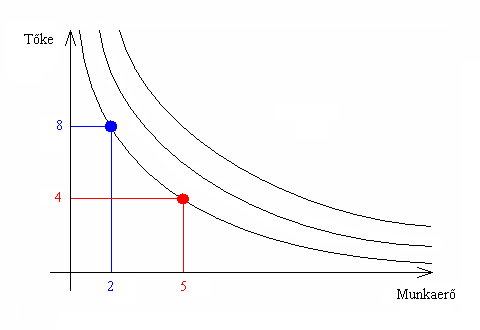
Példa egyenlőtermék-görbékre

Az egyenlőtermék-görbe vagy latin eredetű szóval izokvant, isoquant (szó szerint: „azonos mennyiség”) a mikroökonómiai termeléselméletben használt fogalom.
A termeléselmélet modelljében a vállalatok termelési tényezőket (inputokat) alakítanak át javakká (kibocsátássá, outputtá). Azt, hogy az inputok egy meghatározott kombinációjával (tehát két tényező esetén például 8 órányi munkaerővel és 2 géppel, vagyis 2 egységnyi tőkével) legfeljebb hány egységnyi output állítható elő, a termelési függvény mutatja meg.
Két tényező esetében a termelési függvény értelemszerűen kétváltozós: egyik változója az egyik, másik változója a másik input (például tőke és munkaerő) felhasznált mennyisége. Ekkor egy derékszögű koordináta-rendszerben, amelynek egyik tengelye az egyik, másik tengelye pedig a másik tényező mennyiségét reprezentálja, ábrázolhatók a termelési függvény szintvonalai. (A koordináta-rendszernek csak az első síknegyedével kell foglalkoznunk, mert negatív tényezőfelhasználás nem értelmezhető.) Minden szintvonal egy-egy olyan görbe, amelynek a pontjaihoz ugyanakkora kibocsátás tartozik. Ezeket a görbéket hívjuk egyenlőtermék-görbéknek.
Az ábráról például leolvasható, hogy 2 egységnyi (például 2 órányi) munkaerő és 8 egységnyi tőke felhasználásával a vállalat ugyanazt az outputmennyiséget éri el, mint 5 egységnyi munkaerő és 4 egységnyi tőke alkalmazásával, hiszen ez a két tényezőkombináció ugyanazon az egyenlőtermék-görbén helyezkedik el.
Az egyenlőtermék-görbék „közeli rokonai” a mikroökonómiai fogyasztáselméletben előkerülő közömbösségi görbéknek.

## A technikai helyettesítési arány
A technikai helyettesítési arány (jele az angol technical rate of substitution alapján TRS) az egyenlőtermék-görbék meredeksége. Értéke tényezőkombinációnként változó, kivéve a tökéletes helyettesítés esetét, amikor a derékszögű koordináta-rendszer minden pontjában azonos.
Kissé pontatlanul, de szemléletesen fogalmazva, a technikai helyettesítési arány azt mutatja meg, hogy mennyivel kell csökkentenünk a függőleges tengelyen szereplő (2.) tényező mennyiségét, ha az 1. tényezőből egy egységgel többet használunk fel, és azt szeretnénk, hogy a kibocsátás változatlan maradjon. A technikai helyettesítési aránynak a költségminimalizálás során van kitüntetett szerepe.

## Speciális izokvant-görbék

### Cobb-Douglas-típusú termelési függvény egyenlőtermék-görbéi
A kétváltozós Cobb–Douglas-típusú termelési függvény általános alakban így írható fel:
x1 és x2 az inputmennyiségeket jelölik, a, b és c pozitív konstansok.
Ekkor az y kibocsátási szinthez tartozó egyenlőtermék-görbe egyenlete így adódik:
{\displaystyle x_{2}^{b}={\frac {y}{c\cdot x_{1}^{a}}}}

Vagy, ami ugyanaz:
A jobb oldalon szereplő {\displaystyle {\sqrt[{b}]{y}}}, {\displaystyle {\sqrt[{b}]{c}}} és {\displaystyle {\frac {a}{b}}} pozitív konstansok, ezért a Cobb–Douglas-típusú termelési függvény izokvant-görbéi hiperbolikus függvények.
A technikai helyettesítési arány Cobb–Douglas-függvény esetén differenciálszámítás segítségével {\displaystyle -{\frac {a}{b}}\cdot {\frac {x_{2}}{x_{1}}}}-nek adódik. Vagyis TRS mindig negatív, de abszolútértéke az 1. tényező mennyiségének növelésével csökken, a 2. tényező mennyiségének növelésével pedig emelkedik.

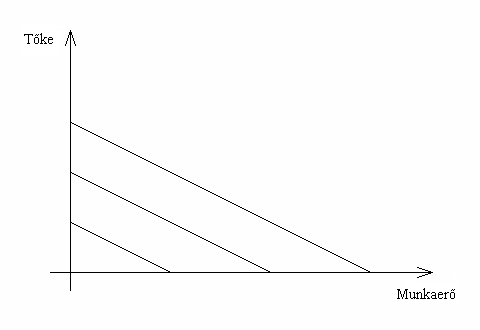
Egyenlőtermék-görbék tökéletes tényezőhelyettesítés esetén

### Tökéletes helyettesítés
Ha két termelési tényező egymásnak tökéletes helyettesítője, akkor az egyikből vett valamekkora mennyiség felhasználása mindig ugyanakkora hatást gyakorol az outputra, mint a másiknak valamilyen mértékű felhasználása. Az arány egyáltalán nem biztos, hogy 1:1, például elképzelhető, hogy 2 órányi munkaerő felel meg 1 egységnyi tőkefelhasználásnak.
Tökéletes helyettesítés esetében belátható, hogy az izokvant-görbék azonos meredekségű egyenesek lesznek, így a technikai helyettesítési arány minden lehetséges tényezőkombinációra azonos.

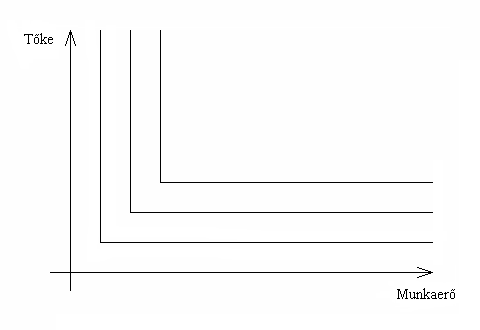
Egyenlőtermék-görbék rögzített arányú inputfelhasználás esetén

### Rögzített arányú inputfelhasználás
A rögzített arányú inputfelhasználás azt jelenti, hogy a termelési tényezők egymásnak (tökéletes) kiegészítői: meghatározott mennyiségű tőkéhez meghatározott mennyiségű munkaerőnek kell tartoznia. Például földmunka során az ásók és a munkások 1:1 arányban kiegészítői egymásnak: sem az ásó nélküli munkás, sem a munkás nélküli ásó nem képes növelni a termelést. 
Rögzített arányú inputfelhasználás esetén az egyenlőtermék-görbék L alakúak lesznek. A technikai helyettesítési arány a görbe vízszintes szakaszain 0, a függőleges szakaszokon pedig nem értelmezhető.